# Lunor
Lunor Distribution est une entreprise agroalimentaire française, fondée en 1956, spécialisée dans la production et la commercialisation de pommes de terre et autres légumes, notamment la betterave rouge, cuits sous vide (5e gamme). Lunor commercialise également des pommes de terre de consommation (1re gamme) sous la marque « Pomme aliance ». C'est un groupe coopératif qui exploite trois usines situées à Luneray (Seine-Maritime), Chaulnes (Somme) et Plancy-l'Abbaye  (Aube).
La production annuelle s'élève à 140 000 tonnes. Les produits sont commercialisés sous trois marques : Lunor, Leblanc et Végétable. Le chiffre d'affaires s'élève à environ 55 millions d’euros pour l'année 2006.
Environ 500 agriculteurs adhérents fournissent les légumes. L'effectif salarié du groupe est d'environ 400 personnes.

## Historique
La coopérative Lunor est fondée en 1956 par quelques agriculteurs, producteurs de plants de pomme de terre, qui souhaitaient valoriser leurs écarts de tri et qui ont mis au point un procédé de pelage à la vapeur des pommes de terre et de conditionnement sous vide.
En 1971, la coopérative démarre un premier atelier de production de pommes de terre et légumes prêts à l'emploi sur le site de Luneray.
En 1996, elle fusionne avec « Unica », coopérative de la commune de Chaulnes, pour former « Lunor Appro ». En 1998, Lunor rachète l'entreprise « Leblanc » (ex. « Chocorêve ») qui produit des légumes cuits sous vide à Mondicourt (Pas-de-Calais). Cependant cette usine est revendue en 2008 et définitivement fermée.
En 2007, un nouvel atelier est construit pour le conditionnement des pommes de terre à Luneray.
En juin 2011, Lunor produit une gamme d’aides culinaires composée de pommes de terre, de carottes, de betteraves et de maïs, baptisée « 100 % Lunor ». En 2013, l'actionnaire Coopérative Lunor fusionne avec la coopérative « Cap Seine »,,. En 2017, la coopérative « Lunor Appro » est absorbée par « Cap Seine ». L'année suivante, les coopératives « Cap Seine » et « Interface » fusionnent pour devenir « Natup ».
Durant l'année 2019, Christian Delavaux, directeur général de l’entreprise, annonce auprès de l'Agence France-Presse que : « 92 000 paquets de betteraves sont retirés de la vente, en raison d'un risque de mauvaise conservation ».

## Structure des ventes par type de produit
Plus du tiers (35 %) des tonnages du groupe Lunor porte sur des légumes 5e gamme.
- Tonnage : 
  - 1re gamme : 60 à 70 000 tonnes ;
  - 5e gamme : 50 000 tonnes.
- 5e gamme : structure des ventes par circuit (% en volume) :
  - Grandes surfaces : 30 % ;
  - Industries :	25 % ;
  - RHD :	45 %.